# Хронологія світових рекордів з плавання на дистанції 50 метрів вільним стилем

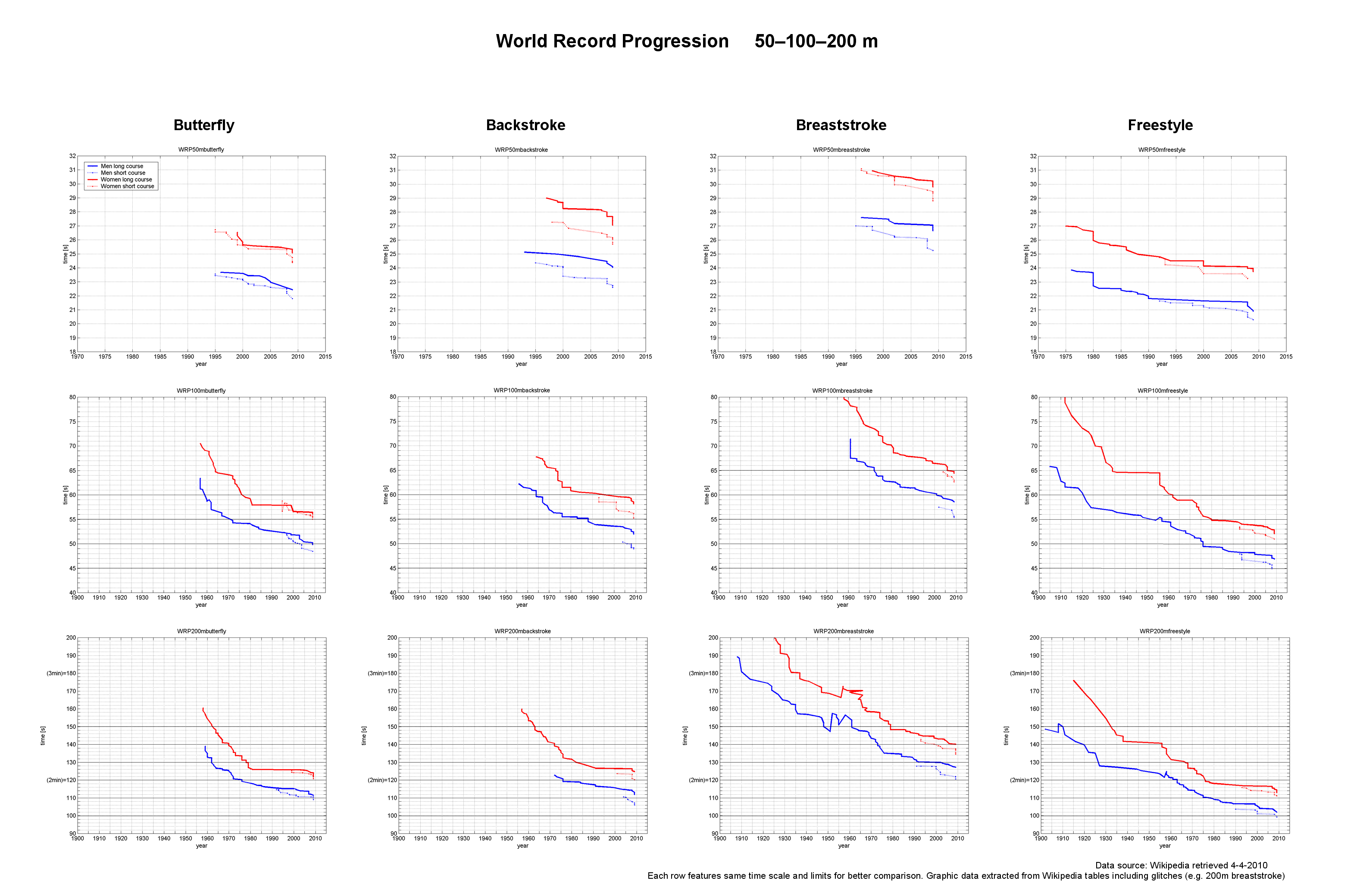
Графіки встановлення світових рекордів з плавання серед чоловіків та жінок на дистанціях 50 м-100 м-200 м на довгій та короткій воді батерфляєм, на спині, брасом і вільним стилем

Перший світовий рекорд з плавання на 50 метрів вільним стилем на довгій воді (50 метрів) Міжнародна федерація плавання (FINA) визнала 1976 року. У змаганнях на короткій воді (25 метрів) світовий рекорд вперше визнано 3 березня 1991 року.
Різке поліпшення світових рекордів у 2008/2009 роках збіглося в часі з запровадженням поліуретанових плавальних костюмів фірм Speedo (LZR, 50% поліуретану) 2008 року та Arena (X-Glide), Adidas (Hydrofoil), Jaked (всі зі 100% поліуретану) 2009 року. У січні 2010 FINA заборонила плавальні костюми зроблені з будь-якого матеріалу окрім текстилю. Крім того, FINA опублікувала список дозволених плавальних костюмів.

## Чоловіки

### На довгій воді
| #   | Час   |    | Ім'я               | Країна    | Дата            | Змагання                                                           | Місце                                                              | Пос.  |
| --- | ----- | -- | ------------------ | --------- | --------------- | ------------------------------------------------------------------ | ------------------------------------------------------------------ | ----- |
| 1   | 23.86 | †  | Джонті Скіннер     | ПАР       | 14 серпня 1976  | AAU Nationals                                                      | Філадельфія, Сполучені Штати Америки                               |       |
| 2   | 23.74 |    | Джо Баттом         | США       | 3 липня 1977    | Кубок Канади                                                       | Етобіко, Канада                                                    |       |
| 3   | 23.72 |    | Рон Манґаньєлло    | США       | 29 липня 1978   | -                                                                  | Маямі, Сполучені Штати Америки                                     |       |
| 4   | 23.70 |    | Клаус Штайнбах     | ФРН       | 23 липня 1979   | -                                                                  | Фрайбург-ім-Брайсгау, Федеративна Республіка Німеччина (1949—1990) |       |
| 5   | 23.66 |    | Кріс Кавано        | США       | 2 лютого 1980   | International Invitational                                         | Амерсфорт, Нідерланди                                              |       |
| 6   | 23.12 | пз | Кріс Кавано        | США       | 10 квітня 1980  | USA Spring Nationals                                               | Остін (Техас), Сполучені Штати Америки                             |       |
| 7   | 22.96 | пз | Роуді Ґейнс        | США       | 10 квітня 1980  | USA Spring Nationals                                               | Остін (Техас), Сполучені Штати Америки                             |       |
| 8   | 22.83 | пз | Брюс Стал          | США       | 10 квітня 1980  | USA Spring Nationals                                               | Остін (Техас), Сполучені Штати Америки                             |       |
| 8=  | 22.83 | пз | Джо Баттом         | США       | 15 серпня 1980  | Hawaiian Invitational                                              | Гонолулу, Сполучені Штати Америки                                  |       |
| 9   | 22.71 |    | Джо Баттом         | США       | 15 серпня 1980  | Hawaiian Invitational                                              | Гонолулу, Сполучені Штати Америки                                  |       |
| 10  | 22.54 | пз | Робін Лімі         | США       | 15 серпня 1981  | USA Nationals                                                      | Браун-Діер (Вісконсин), Сполучені Штати Америки                    |       |
| 11  | 22.52 |    | Дано Гальзаль      | Швейцарія | 21 липня 1985   | SUI Nationals                                                      | Беллінцона, Швейцарія                                              |       |
| 12  | 22.40 |    | Том Джеґер         | США       | 6 грудня 1985   | USS Invitational                                                   | Остін (Техас), Сполучені Штати Америки                             |       |
| 13  | 22.33 |    | Метт Бйонді        | США       | 26 червня 1986  | USA World Championship Trials                                      | Орландо, Сполучені Штати Америки                                   |       |
| 13= | 22.33 |    | Метт Бйонді        | США       | 30 липня 1987   | USA Nationals & Pan Pacific Trials                                 | Кловіс (Каліфорнія), Сполучені Штати Америки                       |       |
| 14  | 22.32 |    | Том Джеґер         | США       | 13 серпня 1987  | Пантихоокеанський чемпіонат                                        | Брисбен, Австралія                                                 |       |
| 15  | 22.23 |    | Том Джеґер         | США       | 25 березня 1988 | USA Spring Nationals                                               | Орландо, Сполучені Штати Америки                                   |       |
| -   | 22.18 |    | Пітер Вільямс      | ПАР       | 10 квітня 1988  | CSCA Invitational                                                  | Індіанаполіс, Сполучені Штати Америки                              |       |
| 16  | 22.14 |    | Метт Бйонді        | США       | 24 вересня 1988 | Олімпійські ігри                                                   | Сеул, Південна Корея                                               |       |
| 17  | 22.12 |    | Том Джеґер         | США       | 20 серпня 1989  | Пантихоокеанський чемпіонат                                        | Токіо, Японія                                                      |       |
| 18  | 21.98 | пф | Том Джеґер         | США       | 24 березня 1990 | US Sprint                                                          | Нашвілл, Сполучені Штати Америки                                   |       |
| 19  | 21.81 |    | Том Джеґер         | США       | 24 березня 1990 | US Sprint                                                          | Нашвілл, Сполучені Штати Америки                                   |       |
| 20  | 21.64 | tt | Олександр Попов    | Росія     | 16 червня 2000  | Відбіркові змагання до олімпійської збірної Росії                  | Москва, Росія                                                      |       |
| 21  | 21.56 |    | Імон Саллівен      | Австралія | 17 лютого 2008  | Чемпіонат Нового Південного Уельсу                                 | Сідней, Австралія                                                  |       |
| 22  | 21.50 | пф | Ален Бернар        | Франція   | 23 березня 2008 | Чемпіонат Європи                                                   | Ейндговен, Нідерланди                                              |       |
| 23  | 21.41 | пф | Імон Саллівен      | Австралія | 27 березня 2008 | Чемпіонат Австралії та відбіркові змагання до олімпійської збірної | Сідней, Австралія                                                  |       |
| 24  | 21.28 |    | Імон Саллівен      | Австралія | 28 березня 2008 | Чемпіонат Австралії та відбіркові змагання до олімпійської збірної | Сідней, Австралія                                                  | [ 3 ] |
| 25  | 20.94 |    | Фредерік Буске     | Франція   | 26 квітня 2009  | Чемпіонат Франції                                                  | Монпельє, Франція                                                  | [ 4 ] |
| 26  | 20.91 |    | Сезар Сьєло Фільйо | Бразилія  | 18 грудня 2009  | CBDA Open – Brazilian Championships                                | Сан-Паулу, Бразилія                                                | [ 5 ] |

### На короткій воді
| #  | Час   |    | Ім'я            | Країна          | Дата              | Змагання                            | Місце                                              | Пос.   |
| -- | ----- | -- | --------------- | --------------- | ----------------- | ----------------------------------- | -------------------------------------------------- | ------ |
| 1  | 21.76 |    | Нільс Рудольф   | НДР             | 10 лютого 1990    | Кубок світу FINA                    | Бонн, Федеративна Республіка Німеччина (1949—1990) |        |
| 2  | 21.64 |    | Стів Крокер     | США             | 21 березня 1992   | -                                   | Даллас, Сполучені Штати Америки                    |        |
| 3  | 21.60 |    | Марк Фостер     | Велика Британія | 17 лютого 1993    | Кубок світу                         | Шеффілд, Об'єднане Королівство                     |        |
| 4  | 21.50 |    | Олександр Попов | Росія           | 13 березня 1994   | Кубок світу                         | Дезенцано-дель-Гарда, Італія                       |        |
| 5  | 21.48 | пз | Марк Фостер     | Велика Британія | 13 грудня 1998    | Чемпіонат Європи на короткій воді   | Шеффілд, Об'єднане Королівство                     |        |
| 6  | 21.31 |    | Марк Фостер     | Велика Британія | 13 грудня 1998    | Чемпіонат Європи на короткій воді   | Шеффілд, Об'єднане Королівство                     |        |
| 6  | 21.31 | пз | Роланд Шуман    | ПАР             | 23 березня 2000   | NCAA Men's Division 1 Championships | Міннеаполіс, Сполучені Штати Америки               |        |
| 7  | 21.21 |    | Ентоні Ервін    | США             | 23 березня 2000   | NCAA Men's Division 1 Championships | Міннеаполіс, Сполучені Штати Америки               |        |
| 8  | 21.13 |    | Марк Фостер     | Велика Британія | 28 січня 2001     | Кубок світу                         | Париж, Франція                                     |        |
| 9  | 21.10 |    | Фредерік Буске  | Франція         | 25 березня 2004   | NCAA Men's Division 1 Championships | Іст-Медоу (Нью-Йорк), Сполучені Штати Америки      |        |
| 10 | 20.98 | пз | Роланд Шуман    | ПАР             | 12 серпня 2006    | Invitational                        | Гамбург, Німеччина                                 |        |
| 11 | 20.93 |    | Стефан Нюстранд | Швеція          | 18 листопада 2007 | Кубок світу                         | Берлін, Німеччина                                  |        |
| 12 | 20.81 |    | Дуже Драганья   | Хорватія        | 11 квітня 2008    | Чемпіонат світу на короткій воді    | Манчестер, Об'єднане Королівство                   |        |
| 13 | 20.64 |    | Роланд Шуман    | ПАР             | 7 вересня 2008    | Чемпіонат ПАР на короткій воді      | Джермістон, Південно-Африканська Республіка        | [ 6 ]  |
| 14 | 20.48 |    | Аморі Лево      | Франція         | 11 грудня 2008    | Чемпіонат Європи на короткій воді   | Рієка, Хорватія                                    | [ 7 ]  |
| 15 | 20.30 |    | Роланд Шуман    | ПАР             | 8 серпня 2009     | Чемпіонат ПАР на короткій воді      | Пітермаріцбург, Південно-Африканська Республіка    | [ 8 ]  |
| 16 | 20.26 |    | Флоран Маноду   | France          | 5 грудня 2014     | Чемпіонат світу                     | Доха, Катар                                        | [ 9 ]  |
| 17 | 20.24 |    | Кайлеб Дрессел  | United States   | 20 грудня 2019    | International Swimming League       | Лас-Вегас, Сполучені Штати Америки                 |        |
| 18 | 20.16 |    | Кайлеб Дрессел  | United States   | 21 листопада 2020 | International Swimming League       | Будапешт, Угорщина                                 | [ 10 ] |

## Жінки

### На довгій воді
| #   | Час   |      | Ім'я                | Країна     | Дата            | Змагання                                                           | Місце                                        | Пос.   |
| --- | ----- | ---- | ------------------- | ---------- | --------------- | ------------------------------------------------------------------ | -------------------------------------------- | ------ |
| 1   | 26.99 | е, † | Корнелія Ендер      | НДР        | 26 липня 1975   | Чемпіонат світу                                                    | Калі (місто), Колумбія                       |        |
| 2   | 26.95 |      | Джоанна Маллой      | Канада     | 16 серпня 1977  | Canada Summer Games                                                | Сент-Джонс, Канада                           |        |
| 3   | 26.74 |      | Анн Жарден          | Канада     | 19 серпня 1978  | Canada Summer Nationals                                            | Етобіко, Канада                              |        |
| 4   | 26.61 | пз   | Сінтія Вудгед       | США        | 10 квітня 1980  | USA Spring Nationals                                               | Остін (Техас), Сполучені Штати Америки       |        |
| 5   | 26.53 | пз   | Келлі Асплунд       | США        | 10 квітня 1980  | USA Spring Nationals                                               | Остін (Техас), Сполучені Штати Америки       |        |
| 6   | 26.32 | пз   | Джилл Стеркел       | США        | 10 квітня 1980  | USA Spring Nationals                                               | Остін (Техас), Сполучені Штати Америки       |        |
| 7   | 25.96 |      | Джилл Стеркел       | США        | 10 квітня 1980  | USA Spring Nationals                                               | Остін (Техас), Сполучені Штати Америки       |        |
| 8   | 25.79 | tt   | Джилл Стеркел       | США        | 3 квітня 1981   | Longhorn Invitational                                              | Остін (Техас), Сполучені Штати Америки       |        |
| 9   | 25.69 | пз   | Дара Торрес         | США        | 29 1983         | Speedo International                                               | Амерсфорт, Нідерланди                        |        |
| 10  | 25.64 |      | Аннемарі Верстаппен | Нідерланди | 9 липня 1983    | NED Nationals                                                      | Амерсфорт, Нідерланди                        |        |
| 11  | 25.62 |      | Дара Торрес         | США        | 5 серпня 1983   | USA Nationals                                                      | Кловіс (Каліфорнія), Сполучені Штати Америки |        |
| 12  | 25.61 | е    | Дара Торрес         | США        | 21 липня 1984   | Pre-Olympic meet                                                   | Мішн-В'єхо, Сполучені Штати Америки          |        |
| 13  | 25.50 | пз   | Тамара Костаке      | Румунія    | 16 липня 1986   | ROU Nationals & World Championship Trials                          | Бухарест, Румунія                            |        |
| 14  | 25.34 |      | Тамара Костаке      | Румунія    | 16 липня 1986   | ROU Nationals & World Championship Trials                          | Бухарест, Румунія                            |        |
| 15  | 25.31 |      | Тамара Костаке      | Румунія    | 1 серпня 1986   | Balkan Games                                                       | Софія, Болгарія                              |        |
| 16  | 25.28 |      | Тамара Костаке      | Румунія    | 23 серпня 1986  | Чемпіонат світу                                                    | Мадрид, Іспанія                              |        |
| 17  | 24.98 |      | Ян Веньї            | КНР        | 11 квітня 1988  | Чемпіонат Азії з плавання                                          | Гуанчжоу, Китай                              |        |
| 18  | 24.79 |      | Ян Веньї            | КНР        | 31 липня 1992   | Олімпійські ігри                                                   | Барселона, Іспанія                           |        |
| 19  | 24.51 |      | Ле Цзін'ї           | КНР        | 11 вересня 1994 | Чемпіонат світу                                                    | Рим, Італія                                  |        |
| 19= | 24.51 | пз   | Інге де Бройн       | Нідерланди | 26 травня 2000  | Super Speedo Grand Prix                                            | Шеффілд, Об'єднане Королівство               |        |
| 20  | 24.48 |      | Інге де Бройн       | Нідерланди | 4 червня 2000   | Відбіркові змагання до олімпійської збірної Нідерландів            | Драхтен, Нідерланди                          |        |
| 21  | 24.39 |      | Інге де Бройн       | Нідерланди | 10 червня 2000  | Trofeu Jose Finkel & BRA Olympic Trials                            | Ріо-де-Жанейро, Бразилія                     |        |
| 22  | 24.13 | пф   | Інге де Бройн       | Нідерланди | 22 вересня 2000 | Олімпійські ігри                                                   | Сідней, Австралія                            |        |
| 23  | 24.09 |      | Марлен Велдгойс     | Нідерланди | 24 березня 2008 | Чемпіонат Європи                                                   | Ейндговен, Нідерланди                        |        |
| 24  | 23.97 |      | Ліббі Тріккетт      | Австралія  | 29 березня 2008 | Чемпіонат Австралії та відбіркові змагання до олімпійської збірної | Сідней, Австралія                            | [ 11 ] |
| 25  | 23.96 |      | Марлен Велдгойс     | Нідерланди | 19 2009         | Amsterdam Swim Cup                                                 | Амстердам, Нідерланди                        | [ 12 ] |
| 26  | 23.73 |      | Брітта Штеффен      | Німеччина  | 2 серпня 2009   | Чемпіонат світу                                                    | Рим, Італія                                  |        |
| 27  | 23.67 | пф   | Сара Шестрем        | Швеція     | 29 липня 2017   | Чемпіонат світу                                                    | Будапешт, Угорщина                           | [ 13 ] |
| 28  | 23.61 | пф   | Сара Шестрем        | Швеція     | 30 липня 2023   | Чемпіонат світу                                                    | Фукуока, Японія                              | [ 14 ] |

### На короткій воді
| #  | Час   |    | Ім'я                  | Країна     | Дата              | Змагання         | Місце                                 | Пос.   |
| -- | ----- | -- | --------------------- | ---------- | ----------------- | ---------------- | ------------------------------------- | ------ |
| 1  | 24.75 |    | Францишка ван Альмсік | Німеччина  | 4 листопада 1992  | -                | Швабський Гмюнд, Німеччина            |        |
| 2  | 24.62 | пз | Ле Цзін'ї             | КНР        | 3 грудня 1993     | Чемпіонат світу  | Пальма (місто), Іспанія               |        |
| 3  | 24.23 |    | Ле Цзін'ї             | КНР        | 3 грудня 1993     | Чемпіонат світу  | Пальма (місто), Іспанія               |        |
| 4  | 24.09 |    | Тереза Альсгаммар     | Швеція     | 11 грудня 1999    | Чемпіонат Європи | Лісабон, Португалія                   |        |
| 5  | 23.59 |    | Тереза Альсгаммар     | Швеція     | 18 березня 2000   | Чемпіонат світу  | Афіни, Греція                         |        |
| 6  | 23.58 |    | Марлен Велдгойс       | Нідерланди | 17 листопада 2007 | Кубок світу      | Берлін, Німеччина                     |        |
| 7  | 23.25 |    | Марлен Велдгойс       | Нідерланди | 13 квітня 2008    | Чемпіонат світу  | Манчестер, Об'єднане Королівство      | [ 15 ] |
| 8  | 23.24 |    | Раномі Кромовідьойо   | Нідерланди | 7 серпня 2013     | Кубок світу      | Ейндговен, Нідерланди                 |        |
| 8  | 23.24 | =  | Раномі Кромовідьойо   | Нідерланди | 12 грудня 2015    | Duel in the Pool | Indianapolis, Сполучені Штати Америки | [ 16 ] |
| 9  | 23.10 |    | Сара Шестрем          | Швеція     | 2 серпня 2017     | Кубок світу      | Москва, Росія                         | [ 17 ] |
| 10 | 22.93 |    | Раномі Кромовідьойо   | Нідерланди | 7 серпня 2017     | Кубок світу      | Берлін, Німеччина                     | [ 18 ] |
| 11 | 22.83 |    | Гретхен Волш          | США        | 15 грудня 2024    | Чемпіонат світу  | Будапешт, Угорщина                    |        |

## Найкращі 25 за увесь час

### Чоловіки на довгій воді
- Актуально станом на лютий 2024[20]

| Міс. | Час   | Плавець                         | Дата              | Місце          | Пос.   |
| ---- | ----- | ------------------------------- | ----------------- | -------------- | ------ |
| 1    | 20.91 | Сезар Сьєло Фільйо (BRA)        | 18 грудня 2009    | Сан-Паулу      |        |
| 2    | 20.94 | Фредерік Буске (FRA)            | 26 квітня 2009    | Монпельє       |        |
| 3    | 21.04 | Кайлеб Дрессел (USA)            | 27 липня 2019     | Кванджу        |        |
| 3    | 21.04 | Кайлеб Дрессел (USA)            | 20 червня 2021    | Омаха          | [ 21 ] |
| 4    | 21.06 | Кемерон Макевой (AUS)           | 29 липня 2023     | Фукуока        | [ 22 ] |
| 5    | 21.11 | Бенджамін Прауд (GBR)           | 8 серпня 2018     | Глазго         |        |
| 6    | 21.19 | Ешлі Келлус (AUS)               | 26 листопада 2009 | Канберра       |        |
| 6    | 21.19 | Флоран Маноду (FRA)             | 8 серпня 2015     | Казань         |        |
| 8    | 21.20 | Джордж Бовелл (TTO)             | 31 липня 2009     | Рим            |        |
| 9    | 21.23 | Ален Бернар (FRA)               | 26 квітня 2009    | Монпельє       |        |
| 10   | 21.25 | Аморі Лево (FRA)                | 1 серпня 2009     | Рим            |        |
| 11   | 21.27 | Бруно Фратус (BRA)              | 29 липня 2017     | Будапешт       |        |
| 11   | 21.27 | Володимир Морозов (RUS)         | 15 серпня 2019    | Сінгапур       |        |
| 13   | 21.28 | Імон Саллівен (AUS)             | 22 березня 2008   | Сідней         |        |
| 14   | 21.29 | Дуже Драганья (CRO)             | 31 липня 2009     | Рим            |        |
| 15   | 21.37 | Натан Едрієн (USA)              | 7 серпня 2015     | Казань         |        |
| 15   | 21.37 | Андреа Вергані (ITA)            | 8 серпня 2018     | Глазго         |        |
| 17   | 21.38 | Владислав Бухов (UKR)           | 16 лютого 2024    | Доха           | [ 23 ] |
| 18   | 21.40 | Каллен Джонс (USA)              | 31 липня 2009     | Рим            |        |
| 18   | 21.40 | Ентоні Ервін (USA)              | 12 серпня 2016    | Ріо-де-Жанейро |        |
| 20   | 21.41 | Майкл Ендрю (USA)               | 25 червня 2022    | Будапешт       | [ 24 ] |
| 21   | 21.42 | Крістіан Такач (HUN)            | 31 липня 2009     | Рим            |        |
| 22   | 21.44 | Крістіан Голомєєв (GRE)         | 9 серпня 2018     | Глазго         |        |
| 23   | 21.45 | Стефан Нюстранд (SWE)           | 31 липня 2009     | Рим            |        |
| 23   | 21.45 | Павел Юрашек (POL)              | 24 травня 2018    | Лодзь          |        |
| 25   | 21.46 | Говоров Андрій Андрійович (UKR) | 11 серпня 2016    | Ріо-де-Жанейро |        |

#### Нотатки
Нижче подано список інших часів, однакових або кращих за 21.46:
- Сезар Сьєло Фільйо проплив ще за 21.02 (2009), 21.08 (2009), 21.14 (2009), 21.30 (2008), 21.32 (2013), 21.33 (2009), 21.34 (2008), 21.35 (2009), 21.37 (2009), 21.38 (2012), 21.39 (2014).
- Кайлеб Дрессел проплив ще за 21.07 (2021), 21.15 (2017), 21.18 (2019), 21.29 (2017, 2021, 2022), 21.32 (2021), 21.42 (2021).
- Кемерон Макевой проплив ще за 21.13 (2024), 21.23 (2024), 21.25 (2023), 21.27 (2023), 21.35 (2023), 21.41 (2023), 21.44 (2016), 21.45 (2024).
- Бенджамін Прауд проплив ще за 21.16 (2018), 21.30 (2018), 21.32 (2017, 2022), 21.34 (2018), 21.35 (2018), 21.36 (2022), 21.40 (2022), 21.42 (2021, 2022), 21.43 (2017), 21.45 (2018).
- Фредерік Буске проплив ще за 21.17 (2009), 21.21 (2009, 2009), 21.33 (2009), 21.36 (2009, 2010), 21.44 (2009).
- Ешлі Келлус проплив ще за 21.24 (2009).
- Бруно Фратус проплив ще за 21.31 (2019), 21.35 (2018), 21.37 (2015), 21.41 (2014), 21.42 (2019), 21.44 (2014), 21.45 (2014, 2014, 2019).
- Флоран Маноду проплив ще за 21.32 (2014, 2016), 21.34 (2012), 21.37 (2013), 21.41 (2015, 2016), 21.42 (2016).
- Аморі Лево проплив ще за 21.32 (2009), 21.38 (2008), 21.45 (2008), 21.46 (2008).
- Дуже Драганья проплив ще за 21.38 (2009).
- Володимир Морозов проплив ще за 21.41 (2021), 21.44 (2017, 2018), 21.45 (2017), 21.46 (2017).
- Імон Саллівен проплив ще за 21.41 (2008).
- Каллен Джонс проплив ще за 21.41 (2009).
- Ентоні Ервін проплив ще за 21.42 (2013), 21.46 (2016).
- Владислав Бухов проплив ще за 21.44 (2024).
- Майкл Ендрю проплив ще за 21.45 (2022), 21.46 (2018).
- Крістіан Голомєєв проплив ще за 21.45 (2019).
- Натан Едрієн проплив ще за 21.46 (2009).

### Чоловіки на короткій воді
- Актуально станом на грудень 2023[25]

| Міс. | Час   | Плавець                   | Дата              | Місце                           | Пос.   |
| ---- | ----- | ------------------------- | ----------------- | ------------------------------- | ------ |
| 1    | 20.16 | Кайлеб Дрессел (USA)      | 21 листопада 2020 | Будапешт                        |        |
| 2    | 20.18 | Бенджамін Прауд (GBR)     | 7 грудня 2023     | Отопень                         | [ 26 ] |
| 3    | 20.26 | Флоран Маноду (FRA)       | 5 грудня 2014     | Доха                            |        |
| 4    | 20.30 | Роланд Шуман (RSA)        | 8 серпня 2009     | Південно-Африканська Республіка |        |
| 5    | 20.31 | Володимир Морозов (RUS)   | 15 грудня 2017    | Гернінг                         |        |
| 5    | 20.31 | Джордан Крукс (CAY)       | 16 грудня 2022    | Мельбурн                        | [ 27 ] |
| 7    | 20.48 | Аморі Лево (FRA)          | 11 грудня 2008    | Рієка                           |        |
| 8    | 20.51 | Сезар Сьєло Фільйо (BRA)  | 17 грудня 2010    | Дубай                           |        |
| 9    | 20.53 | Фредерік Буске (FRA)      | 10 грудня 2009    | Стамбул                         |        |
| 10   | 20.64 | Ален Бернар (FRA)         | 14 грудня 2008    | Рієка                           |        |
| 11   | 20.68 | Максим Лобановський (HUN) | 14 грудня 2019    | Будапешт                        |        |
| 11   | 20.68 | Кайл Чалмерс (AUS)        | 28 жовтня 2021    | Казань                          | [ 28 ] |
| 13   | 20.69 | Марко Орсі (ITA)          | 5 грудня 2014     | Доха                            |        |
| 14   | 20.70 | Стефан Нюстранд (SWE)     | 15 листопада 2009 | Берлін                          |        |
| 14   | 20.70 | Дуже Драганья (CRO)       | 10 грудня 2009    | Стамбул                         |        |
| 14   | 20.70 | Євген Сєдов (RUS)         | 6 грудня 2014     | Доха                            |        |
| 14   | 20.70 | Раян Гелд (USA)           | 19 грудня 2021    | Абу-Дабі                        | [ 29 ] |
| 14   | 20.70 | Ділан Картер (TTO)        | 16 грудня 2022    | Мельбурн                        | [ 30 ] |
| 19   | 20.73 | Штеффен Дайблер (GER)     | 15 листопада 2009 | Берлін                          |        |
| 20   | 20.74 | Ніколас Сантуш (BRA)      | 15 грудня 2009    | Берлін                          |        |
| 20   | 20.74 | Себастьян Сабо (HUN)      | 7 грудня 2023     | Отопень                         | [ 26 ] |
| 22   | 20.75 | Кемерон Макевой (AUS)     | 28 листопада 2015 | Австралія                       |        |
| 22   | 20.75 | Крістіан Голомєєв (GRE)   | 21 листопада 2020 | Будапешт                        |        |
| 24   | 20.76 | Джошуа Льєндо (CAN)       | 19 грудня 2021    | Абу-Дабі                        | [ 29 ] |
| 25   | 20.78 | Лука Дотто (ITA)          | 15 грудня 2017    | Гернінг                         |        |
| 25   | 20.78 | Том Де Бур (NED)          | 2 липня 2022      | Амстердам                       | [ 31 ] |

#### Нотатки
Нижче подано список інших часів, однакових або кращих за 20.78:
- Кайлеб Дрессел проплив ще за 20.24 (2019), 20.28 (2020), 20.43 (2018), 20.51 (2018), 20.52 (2020), 20.54 (2018), 20.62 (2018), 20.65 (2020), 20.67 (2021), 20.69 (2020), 20.77 (2021).
- Володимир Морозов проплив ще за 20.33 (2018), 20.39 (2018), 20.40 (2019), 20.45 (2017), 20.48 (2018), 20.49 (2018), 20.51 (2018), 20.55 (2012), 20.59 (2013), 20.61 (2017), 20.66 (2013, 2013), 20.68 (2019), 20.69 (2018), 20.70 (2013), 20.72 (2013, 2017), 20.73 (2016, 2019), 20.77 (2019), 20.78 (2012, 2013).
- Джордан Крукс проплив ще за 20.36 (2022), 20.46 (2022).
- Бенджамін Прауд проплив ще за 20.40 (2021), 20.45 (2021), 20.49 (2022), 20.56 (2023), 20.66 (2017, 2023), 20.70 (2017), 20.71 (2018), 20.74 (2015), 20.76 (2022).
- Флоран Маноду проплив ще за 20.51 (2014), 20.55 (2020), 20.57 (2019), 20.60 (2020), 20.63 (2020, 2020), 20.66 (2019), 20.69 (2019), 20.70 (2012), 20.74 (2023), 20.77 (2012, 2020).
- Аморі Лево проплив ще за 20.56 (2009), 20.63 (2008), 20.73 (2009)).
- Роланд Шуман проплив ще за 20.57 (2009), 20.64 (2008), 20.69 (2009).
- Сезар Сьєло Фільйо проплив ще за 20.59 (2012), 20.61 (2010), 20.68 (2014), 20.72 (2014).
- Фредерік Буске проплив ще за 20.64 (2009), 20.69 (2008), 20.75 (2009).
- Дуже Драганья проплив ще за 20.71 (2009).
- Євген Сєдов проплив ще за 20.71 (2015).
- Раян Гелд проплив ще за 20.72 (2021).
- Ділан Картер проплив ще за 20.72 (2022), 20.77 (2022).
- Кайл Чалмерс проплив ще за 20.74 (2019).
- Ніколас Сантуш проплив ще за 20.75 (2009).
- Максим Лобановський проплив ще за 20.76 (2019).
- Ален Бернар проплив ще за 20.77 (2008).

### Жінки на довгій воді
- Актуально станом на лютий 2024[32]

| Міс. | Час   | Плавчиня                    | Дата            | місце          | Пос.   |
| ---- | ----- | --------------------------- | --------------- | -------------- | ------ |
| 1    | 23.61 | Сара Шестрем (SWE)          | 29 липня 2023   | Фукуока        | [ 33 ] |
| 2    | 23.73 | Брітта Штеффен (GER)        | 2 серпня 2009   | Рим            |        |
| 3    | 23.75 | Пернілле Блуме (DEN)        | 4 серпня 2018   | Глазго         |        |
| 4    | 23.78 | Кейт Кемпбелл (AUS)         | 7 квітня 2018   | Голд-Кост      |        |
| 5    | 23.81 | Емма Маккеон (AUS)          | 1 серпня 2021   | Токіо          |        |
| 6    | 23.85 | Раномі Кромовідьойо (NED)   | 30 липня 2017   | Будапешт       |        |
| 7    | 23.88 | Тереза Альсгаммар (SWE)     | 2 серпня 2009   | Рим            |        |
| 8    | 23.91 | Кейт Дуглас (USA)           | 18 лютого 2024  | Доха           | [ 34 ] |
| 9    | 23.95 | Катажина Васік (POL)        | 18 лютого 2024  | Доха           | [ 34 ] |
| 10   | 23.96 | Марлен Велдгойс (NED)       | 16 квітня 2009  | Амстердам      |        |
| 10   | 23.96 | Франческа Голсолл (GBR)     | 24 липня 2014   | Глазго         |        |
| 12   | 23.97 | Ліббі Тріккетт (AUS)        | 22 березня 2008 | Сідней         |        |
| 12   | 23.97 | Сімоне Мануель (USA)        | 30 липня 2017   | Будапешт       |        |
| 12   | 23.97 | Лю Сян (CHN)                | 26 вересня 2021 | Сіань          | [ 35 ] |
| 15   | 24.00 | Еббі Вейтцейл (USA)         | 1 липня 2023    | Індіанаполіс   | [ 36 ] |
| 16   | 24.01 | Шейна Джек (AUS)            | 29 липня 2023   | Фукуока        | [ 33 ] |
| 17   | 24.07 | Дара Торрес (USA)           | 17 серпня 2008  | Пекін          |        |
| 18   | 24.11 | Олександра Герасименя (BLR) | 13 серпня 2016  | Ріо-де-Жанейро |        |
| 19   | 24.12 | Бронте Кемпбелл (AUS)       | 9 серпня 2015   | Казань         |        |
| 20   | 24.13 | Інге де Бройн (NED)         | 22 вересня 2000 | Сідней         |        |
| 21   | 24.15 | Чжан Юйфей (CHN)            | 30 липня 2023   | Фукуока        | [ 37 ] |
| 22   | 24.17 | Клер Курзан (USA)           | 14 травня 2021  | Кері           | [ 38 ] |
| 23   | 24.20 | Марія Камєнєва (RUS)        | 9 квітня 2021   | Казань         |        |
| 24   | 24.21 | Ікее Рікако (JPN)           | 6 квітня 2018   | Токіо          |        |
| 25   | 24.23 | Аманда Вейр (USA)           | 2 серпня 2009   | Рим            |        |

#### Нотатки
Нижче подано список інших часів, однакових або кращих за 24.23:
- Сара Шестрем пропливла ще за 23.62 (2023), 23.67 (2017), 23.69 (2017, 2024), 23.74 (2018), 23.78 (2019), 23.82 (2023), 23.83 (2017, 2018), 23.85 (2017, 2017), 23.87 (2017, 2024), 23.90 (2023, 2024), 23.91 (2019, 2022, 2024), 23.92 (2018, 2023), 23.93 (2023, 2023), 23.95 (2017, 2023), 23.96 (2017, 2018), 23.97 (2019, 2023), 23.98 (2014, 2022), 23.99 (2018), 24.01 (2017, 2017), 24.02 (2023), 24.03 (2023), 24.05 (2019), 24.06 (2022), 24.07 (2019, 2021), 24.08 (2017, 2018, 2022), 24.10 (2023), 24.11 (2019, 2019, 2022, 2022), 24.13 (2017, 2021), 24.14 (2018, 2018, 2020), 24.15 (2014, 2022), 24.17 (2016), 24.18 (2018, 2019), 24.20 (2015, 2016, 2018), 24.21 (2017, 2018, 2023), 24.22 (2016, 2019, 2023), 24.23 (2023).
- Кейт Кемпбелл пропливла ще за 23.79 (2018), 23.81 (2018), 23.84 (2016), 23.88 (2018), 23.93 (2016), 23.94 (2021), 23.96 (2014), 23.99 (2009), 24.00 (2014, 2019), 24.02 (2019), 24.03 (2015), 24.04 (2016, 2021), 24.05 (2019), 24.08 (2009, 2019), 24.09 (2019), 24.10 (2023), 24.11 (2019, 2019, 2021, 2023), 24.12 (2015, 2018), 24.13 (2008, 2014, 2017), 24.14 (2013), 24.15 (2016, 2018, 2021), 24.16 (2019), 24.17 (2008, 2008, 2014), 24.18 (2014), 24.19 (2013, 2015, 2018), 24.20 (2008), 24.21 (2014), 24.22 (2015, 2015), 24.23 (2014, 2016).
- Пернілле Блуме пропливла ще за 23.85 (2018), 23.92 (2018), 23.98 (2018), 24.00 (2017), 24.05 (2017, 2018), 24.06 (2021), 24.07 (2016), 24.08 (2019, 2021), 24.09 (2019), 24.12 (2019, 2021), 24.13 (2017), 24.14 (2017, 2019), 24.15 (2017), 24.17 (2021, 2021), 24.20 (2018), 24.21 (2021), 24.23 (2016).
- Емма Маккеон пропливла ще за 23.93 (2021), 23.99 (2022), 24.00 (2021), 24.02 (2021), 24.17 (2021).
- Раномі Кромовідьойо пропливла ще за 23.97 (2021), 24.05 (2012, 2013), 24.07 (2012, 2016), 24.10 (2012), 24.11 (2021), 24.14 (2012, 2021), 24.19 (2016), 24.20 (2013, 2017), 24.21 (2012, 2018), 24.22 (2015), 24.23 (2015).
- Марлен Велдгойс пропливла ще за 23.99 (2009), 24.09 (2008) 24.20 (2009).
- Катажина Васік пропливла ще за 24.01 (2024), 24.11 (2022), 24.17 (2021, 2022), 24.18 (2022), 24.20 (2022).
- Шейна Джек пропливла ще за 24.02 (2023), 24.09 (2023), 24.10 (2023), 24.14 (2022), 24.22 (2023), 24.23 (2022).
- Лю Сян пропливла ще за 24.03 (2020), 24.04 (2017, 2020), 24.20 (2020), 24.23 (2021).
- Сімоне Мануель пропливла ще за 24.05 (2019), 24.09 (2016), 24.10 (2018), 24.12 (2017), 24.21 (2019), 24.22 (2018).
- Брітта Штеффен пропливла ще за 24.06 (2008), 24.19 (2008).
- Франческа Голсолл пропливла ще за 24.11 (2009), 24.13 (2012, 2016), 24.14 (2014), 24.21 (2016), 24.23 (2016).
- Тереза Альсгаммар пропливла ще за 24.14 (2011), 24.17 (2009), 24.23 (2007).
- Ліббі Тріккетт пропливла ще за 24.15 (2009), 24.19 (2009), 24.21 (2009, 2009).
- Бронте Кемпбелл пропливла ще за 24.17 (2019), 24.19 (2015), 24.20 (2014), 24.22 (2018).
- Еббі Вейтцейл пропливла ще за 24.19 (2021).
- Кейт Дуглас пропливла ще за 24.19 (2024).
- Чжан Юйфей пропливла ще за 24.20 (2023).
- Марія Камєнєва пропливла ще за 24.21 (2018).

### Жінки на короткій воді
- Актуально станом на грудень 2023[39]

| Міс. | Час   | Плавчиня                    | Дата              | Місце           | Пос.   |
| ---- | ----- | --------------------------- | ----------------- | --------------- | ------ |
| 1    | 22.93 | Раномі Кромовідьойо (NED)   | 7 серпня 2017     | Німеччина       |        |
| 2    | 23.00 | Сара Шестрем (SWE)          | 7 серпня 2017     | Німеччина       |        |
| 3    | 23.04 | Емма Маккеон (AUS)          | 17 грудня 2022    | Мельбурн        | [ 40 ] |
| 4    | 23.10 | Катажина Васік (POL)        | 3 листопада 2022  | Індіанаполіс    | [ 41 ] |
| 5    | 23.19 | Кейт Кемпбелл (AUS)         | 27 жовтня 2017    | Росія           |        |
| 6    | 23.25 | Марлен Велдгойс (NED)       | 13 квітня 2008    | Манчестер       |        |
| 7    | 23.27 | Тереза Альсгаммар (SWE)     | 21 листопада 2009 | Сінгапур        |        |
| 8    | 23.32 | Гінкелін Схредер (NED)      | 13 грудня 2009    | Стамбул         |        |
| 9    | 23.34 | Марія Камєнєва (RUS)        | 16 грудня 2022    | Санкт-Петербург | [ 42 ] |
| 10   | 23.44 | Франческа Голсолл (GBR)     | 19 грудня 2009    | Велика Британія |        |
| 10   | 23.44 | Еббі Вейтцейл (USA)         | 18 вересня 2021   | Неаполь         | [ 43 ] |
| 12   | 23.49 | Джанетт Оттесен (DEN)       | 12 грудня 2015    | США             |        |
| 12   | 23.49 | Пернілле Блуме (DEN)        | 17 грудня 2017    | Данія           |        |
| 14   | 23.52 | Мішель Колеман (SWE)        | 6 грудня 2023     | Остопень        | [ 44 ] |
| 15   | 23.53 | Інґе Деккер (NED)           | 11 грудня 2009    | Стамбул         |        |
| 16   | 23.61 | Мелані Енік (FRA)           | 10 листопада 2020 | Будапешт        |        |
| 17   | 23.62 | Бронте Кемпбелл (AUS)       | 7 грудня 2014     | Доха            |        |
| 18   | 23.64 | Олександра Герасименя (BLR) | 16 грудня 2012    | Стамбул         |        |
| 18   | 23.64 | Розалія Насретдінова (RUS)  | 21 листопада 2017 | Росія           |        |
| 20   | 23.66 | Беріль Гастальделло (FRA)   | 15 листопада 2020 | Будапешт        |        |
| 21   | 23.67 | Фемке Гемскерк (NED)        | 16 грудня 2018    | Китай           |        |
| 22   | 23.68 | Анна Гопкін (GBR)           | 17 грудня 2022    | Мельбурн        | [ 40 ] |
| 23   | 23.69 | Анастасія Шкурдай (BLR)     | 18 грудня 2020    | Берестя         |        |
| 24   | 23.71 | Кайла Санчес (CAN)          | 24 листопада 2019 | Велика Британія |        |
| 24   | 23.71 | Юліє Кепп Єнсен (DEN)       | 17 грудня 2022    | Мельбурн        | [ 40 ] |

#### Нотатки
Нижче подано список інших часів, однакових або кращих за 23.71:
- Раномі Кромовідьойо пропливла ще за 23.05 (2020), 23.19 (2018), 23.23 (2018), 23.24 (2013, 2015), 23.26 (2018), 23.29 (2017, 2019), 23.31 (2017, 2021), 23.32 (2014, 2017), 23.36 (2013), 23.37 (2010, 2020), 23.39 (2017), 23.40 (2018), 23.41 (2020), 23.42 (2017), 23.43 (2014), 23.46 (2018, 2021), 23.47 (2017), 23.48 (2013, 2018), 23.50 (2018), 23.53 (2017), 23.54 (2021), 23.55 (2015, 2020), 23.56 (2015), 23.57 (2013), 23.58 (2009, 2010), 23.59 (2020), 23.60 (2016, 2018), 23.61 (2011), 23.62 (2009), 23.64 (2014, 2020), 23.66 (2017, 2020), 23.67 (2016), 23.69 (2013, 2019), 23.70 (2013), 23.71 (2010, 2018, 2019, 2019).
- Сара Шестрем пропливла ще за 23.08 (2021), 23.10 (2017), 23.12 (2021), 23.17 (2021), 23.21 (2018), 23.22 (2017), 23.26 (2018), 23.28 (2017), 23.30 (2017, 2021), 23.31 (2021), 23.34 (2017), 23.36 (2018), 23.39 (2017), 23.40 (2017), 23.41 (2020), 23.42 (2017, 2020), 23.43 (2019, 2020), 23.47 (2021), 23.48 (2018, 2020), 23.50 (2021), 23.51 (2017, 2019), 23.52 (2018, 2019), 23.53 (2021), 23.54 (2018), 23.55 (2014, 2020), 23.59 (2018), 23.62 (2018), 23.63 (2015), 23.66 (2019), 23.67 (2018).
- Катажина Васік пропливла ще за 23.27 (2022), 23.30 (2020), 23.32 (2022), 23.37 (2022), 23.40 (2021), 23.41 (2021), 23.43 (2020). 23.47 (2020), 23.49 (2020, 2021), 23.55 (2022), 23.62 (2021), 23.63 (2021), 23.64 (2021).
- Кейт Кемпбелл пропливла ще за 23.33 (2019), 23.35 (2019), 23.45 (2019), 23.46 (2019), 23.47 (2013), 23.48 (2019), 23.62 (2017), 23.64 (2015), 23.65 (2013), 23.67 (2017), 23.68 (2020).
- Тереза Альсгаммар пропливла ще за 23.34 (2009), 23.59 (2000), 23.64 (2009), 23.67 (2011).
- Марія Камєнєва пропливла ще за 23.35 (2022), 23.48 (2021), 23.56 (2021), 23.65 (2022), 23.70 (2019).
- Марлен Велдгойс пропливла ще за 23.43 (2011), 23.55 (2008), 23.58 (2007).
- Еббі Вейтцейл пропливла ще за 23.45 (2020), 23.57 (2020), 23.58 (2021), 23.62 (2022), 23.63 (2021), 23.69 (2021).
- Гінкелін Схредер пропливла ще за 23.46 (2009), 23.53 (2009), 23.60 (2009), 23.64 (2009), 23.71 (2009).
- Емма Маккеон пропливла ще за 23.50 (2021), 23.51 (2022), 23.53 (2021), 23.54 (2021), 23.56 (2021), 23.60 (2021), 23.65 (2021), 23.69 (2021), 23.70 (2019).
- Джанетт Оттесен пропливла ще за 23.58 (2016).
- Пернілле Блуме пропливла ще за 23.62 (2017), 23.67 (2018).
- Мелані Енік пропливла ще за 23.66 (2019).
- Фемке Гемскерк пропливла ще за 23.69 (2018, 2018).
- Анна Гопкін пропливла ще за 23.70 (2018).
- Беріль Гастальделло пропливла ще за 23.71 (2023).